# Osterøya
Osterøya - przybrzeżna wyspa norweska, położona na Morzu Norweskim, u zachodnich wybrzeży kraju, na północny wschód od Bergen. Otoczona jest ze wszystkich stron stałym lądem, od którego oddzielają ją Osterfjord na północnym – zachodzie, Veafjord na wschodzie i Sorfjord na południowym zachodzie.
Powierzchnia 328 km². Ma charakter górzysty, z wysokościami do 869 m n.p.m. W środkowej części znajduje się duże jezioro. Połączona jest ze stałym lądem przy pomocy mostów drogowych. Główną miejscowością jest tu Hakanes.